# Nagaoka
Nagaoka (長岡市 Nagaoka-shi) là một đô thị loại đặc biệt thuộc tỉnh Niigata, vùng Chūbu, Nhật Bản.
Thành phố rộng 840,88 km², ở trung tâm của tỉnh, và có 280.480 dân (ước ngày 1/8/2008), đông thứ hai ở tỉnh sau tỉnh lỵ Niigata.

## Địa lý
Nagaoka nằm ở trung tâm của tỉnh Niigata và vùng Chūetsu. Thành phố cách Tokyo 80 phút đi bằng tàu Joetsu Shinkanshen hoặc 3 tiếng đồng hồ đi bằng ô tô trên cao tốc Kan-Etsu. Nagaoka từng là một thành phố nằm sâu trong nội địa cho đến tháng 1 năm 2006, khi thành phố được sáp nhập thêm 4 thị xã-2 trong số đó tiếp giáp với Biển Nhật Bản. Nagaoka hiện nay tiếp giáp với Biển Nhật Bản ở phía bắc và sau khi sáp nhập, nó vẫn được xem là một nút giao thông chiến lược của cả vùng. Sông Shinano chảy xuyên qua thành phố theo hướng nam-bắc và các ngành công nghiệp phát triển dọc theo cả hai bờ sông. Dãy núi Higashiyama nằm ở phía đông.

### Các khu vực tiếp giáp
Tính từ phía bắc, theo chiều kim đồng hồ, Nagaoka tiếp giáp với các khu vực sau:
- Tsubame
- Yahiko, Nishikanbara District
- Niigata
- Izumozaki, Santō District
- Kashiwazaki
- Kariwa
- Tōkamachi
- Ojiya
- Uonuma
- Sanjō
- Mitsuke

Ngoài ra, đảo Sado nằm trên biển Nhật Bản và có thể tiếp cận bằng đường biển hoặc đường hàng không.

## Lịch sử
Các vụ ném bom Nagaoka đã diễn ra vào đêm 01 tháng 8 năm 1, phá hủy 80% thành phố.

## Thành phố kết nghĩa
Thành phố Nagaoka kết nghĩa với các thành phố:
- Thành phố Fort Worth, tiểu bang Texas, Hoa Kỳ (Tháng 11 năm 1987)
- Thành phố Trier, Đức (Tháng 4 năm 2006)
- Thành phố Romainmôtier-Envy, Thụy Sĩ (Tháng 4 năm 2006)
- Thành phố United States Honolulu, tiểu bang Hawaii, Hoa Kỳ (Tháng 3 năm 2012)

Ngoài ra, Nagaoka còn có mối quan hệ bạn bè với:
- Thành phố Bamberg, Đức (từ tháng 10 năm 1995)

## Giao thông

### Đường sắt
Ngoài tuyến tàu cao tốc Joetsu Shinkansen đi ngang qua thành phố, JR East còn có 2 tuyến tàu truyền thống là tuyến Joetsu Line và tuyến Shinetsu Main Line. Nhà ga Nagaoka là ga chính của thành phố, ngoài ra còn có một số ga nhỏ hơn.
Trước đây từng có hệ thống đường sắt do công ty Echigo Kotsu khai thác với 2 tuyến, nhưng nay chúng đã bị bỏ hoang.

### Xe buýt
Dịch vụ xe buýt địa phương được quản lý bởi công ty Echigo Kotsu. Bến xe trung tâm nằm ở ga Nagaoka. Mạng lưới xe buýt phục vụ đến tất cả các khu vực trong thành phố cũng như đến các khu vực và làng mạc phụ cận.
Khoảng 30 phút sẽ có 1 chuyến xe buýt từ ga Nagaoka đi ga Niigata. Ngoài ra, các dịch vụ buýt đường dài cũng phục vụ giúp người dân đi đến Tokyo và các thành phố lớn khác.

### Đường bộ
Các tuyến cao tốc quốc gia Hokuriku và Kanetsu chạy qua Nagaoka, ngoài ra còn một vài tuyến cao tốc nhỏ hơn.
Tuyến cao tốc vùng Nagaoka East-and-West Road đang được xây dựng, tuyến này sẽ bao gồm chiếc cầu dài nhất bắc qua sông Shinano.

## Điểm tham quan
- Tượng đài Kome Hyappyo
- Tượng đài Tsuginosuke Kawai ở công viên Yukyuzan
- Sân vân động Haibu Nagaoka
- Bảo tàng Nghệ thuật hiện đại tỉnh Niigata
- Bảo tàng Lịch sử tỉnh Niigata
- Công viên Yukyuzan
- Công viên quốc gia Echigo Hillside
- Nhà hoà nhạc Nagaoka
- Bảo tàng Thành phố Nagaoka

## Giáo dục
- Đại học Công nghệ Nagaoka
- Cao đẳng Công nghệ Nagaoka (kosen)
- Đại học Nagaoka
- Học viên Thiết kế Nagaoka

## Lễ hội
- Lễ hội Nagaoka Matsuri và lễ hội pháo hoa (tháng 8)
- Lễ hội Aki Matsuri (mùa thu)
- Lễ hội Kome Happyo (tháng 10)

## Nhân vật đáng chú ý
- Ryō Hirohashi (diễn viên lồng tiếng)
- Tomoko Hoshino (diễn viên)
- Etsu Inagaki Sugimoto (nhà văn)
- Inoue Enryō (Nhà triết học và nhà sáng lập đại học Toyo)
- Jūshirō Konoe (diễn viên)
- Haruo Minami (ca sĩ)
- Nobuhiro Watsuki (họa sĩ manga)
- Isoroku Yamamoto (Đô đốc Hải quân Nhật Bản trong Chiến tranh thế giới thứ 2)